# Helsinki (album)
Helsinki – drugi studyjny album Darii Zawiałow, który ukazał się 8 marca 2019 roku. 
Album dotarł do 1 miejsca listy OLiS i przebywał na niej 82 tygodni. Osiągnął status potrójnie platynowej płyty sprzedając się w nakładzie ponad 90 tys. egzemplarzy.
Krążek ukazał się również w wersji deluxe, wydanej tego samego dnia co sam album (8 marca 2019). 
2 października 2020 roku, Daria Zawiałow wydała reedycję płyty: "Helsinki (Special Edition)", w której możemy usłyszeć zupełnie nowe trzy piosenki, dwa odświeżone utwory i 3 wersje live. 
Tego samego dnia co reedycja (2 października 2020 roku) ukazał się winyl "Helsinek".

## Lista utworów
1. „Płynne szczęście” – 4:47
2. „Helsinki” – 3:48
3. „Punk Fu!” – 3:28
4. „Gdybym miała serce” – 4:11
5. „Szarówka” – 3:54
6. „Winter Is Coming” – 4:13
7. „Hej Hej!” – 3:45
8. „Saloniki” – 3:31
9. „Zbrodnie Ikara” – 4:03
10. „Nie dobiję się do Ciebie” – 3:42
11. „Majami Synek” – 3:13
12. „Wielka płyta” – 4:00
13. „Iskrzę się” – 3:41

### Edycja Deluxe
1. „Płynne szczęście” – 4:47
2. „Helsinki” – 3:48
3. „Punk Fu!” – 3:28
4. „Gdybym miała serce” – 4:11
5. „Szarówka” – 3:54
6. „Winter Is Coming” – 4:13
7. „Hej Hej!” – 3:45
8. „Saloniki” – 3:31
9. „Zbrodnie Ikara” – 4:03
10. „Nie dobiję się do Ciebie” – 3:42
11. „Majami Synek” – 3:13
12. „Wielka płyta” – 4:00
13. „Iskrzę się” – 3:41
14. „Kryzys wieku naszego” – 3:29
15. „Zimne ognie” – 3:34
16. „Freddie” – 3:44

### Edycja Specjalna (Reedycja)
1. „Nie mamy czasu” – 3:59
2. „Mania” – 4:15
3. „Czy ty słyszysz mnie?” (gościnnie: schafter, Ralph Kaminski) – 3:51
4. „Daj no” – 4:02
5. „Płynne szczęście” – 4:47
6. „Helsinki” – 3:48
7. „Punk Fu!” – 3:28
8. „Gdybym miała serce” – 4:11
9. „Szarówka vol.2” (gościnnie: Janusz Panasewicz) – 3:54
10. „Winter Is Coming” –  4:13
11. „Hej, hej!” –  3:45
12. „Saloniki vol.2” –  3:26
13. „Nie dobiję się do Ciebie” – 3:42
14. „Majami Synek” –  3:13
15. „Iskrzę się” –  3:41
16. „Helsinki (live)” –  3:46
17. „Gdybym miała serce (live)” – 4:25
18. „Nie dobiję się do Ciebie (live)” – 3:38

.

## Pozycja na liście sprzedaży
| Kraj   | Lista (2020)              | Najwyższa pozycja |
| ------ | ------------------------- | ----------------- |
| Polska | Oficjalna Lista Sprzedaży | 1                 |

## Certyfikat
| Kraj          | Certyfikat         | Sprzedaż |
| ------------- | ------------------ | -------- |
| Polska (ZPAV) | 3× platynowa płyta | 90 000+  |